# Nanjing World Challenge 2019
Il Nanjing World Challenge 2019 è stato l'edizione inaugurale dell'annuale meeting di atletica leggera; le competizioni hanno avuto luogo al Nanjing Olympic Sports Centre di Nanchino, il 20 e il 21 maggio 2019. Il meeting è stato la terza tappa del circuito World Challenge 2019.

## Risultati

### Uomini
| Specialità             | 1º classificato  | Prestazione | 2º classificato  | Prestazione | 3º classificato         | Prestazione |
| 100 m                  | Mike Rodgers     | 10"09       | Andre De Grasse  | 10"09       | Isiah Young             | 10"15       |
| 800 m                  | Nijel Amos       | 1'44"38     | Cornelius Tuwei  | 1'44"91     | Jonathan Kitilit        | 1'45"58     |
| 3000 m siepi           | Benjamin Kigen   | 8'08"94     | Abraham Kibiwott | 8'10"27     | Lawrence Kemboi Kipsang | 8'11"26     |
| 110 m ostacoli         | Orlando Ortega   | 13"27       | Omar McLeod      | 13"28       | Freddie Crittenden      | 13"37       |
| 400 m ostacoli         | Takatoshi Abe    | 49"16       | Patryk Dobek     | 49"23       | David Kendziera         | 49"27       |
| Salto in alto          | Wang Yu          | 2,31 m      | Django Lovett    | 2,29 m      | Maksim Nedasekaŭ        | 2,29 m      |
| Salto in lungo         | Tajay Gayle      | 8,21 m      | Zhang Yaoguang   | 8,10 m      | Gao Xinglong            | 8,10 m      |
| Salto triplo           | Christian Taylor | 17,47 m     | Omar Craddock    | 17,42 m     | Donald Scott            | 17,03 m     |
| Lancio del giavellotto | Thomas Röhler    | 86,39 m     | Jakub Vadlejch   | 85,34 m     | Marcin Krukowski        | 84,45 m     |

### Donne
| Specialità          | 1ª classificata | Prestazione | 2ª classificata     | Prestazione | 3ª classificata   | Prestazione |
| 200 m               | Elaine Thompson | 22"40       | Salwa Eid Naser     | 22"56       | Blessing Okagbare | 22"58       |
| 800 m               | Nelly Jepkosgei | 1'59"98     | Rababe Arafi        | 2'00"02     | Halimah Nakaayi   | 2'00"58     |
| 1500 m              | Gudaf Tsegay    | 3'59"57     | Axumawit Embaye     | 4'00"17     | Sifan Hassan      | 4'00"53     |
| 100 m ostacoli      | Brianna McNeal  | 12"78       | Nia Ali             | 12"78       | Christina Clemons | 12"79       |
| Salto in lungo      | Jazmin Sawyers  | 6,56 m      | Naa Anang           | 6,52 m      | Alina Rotaru      | 6,52 m      |
| Getto del peso      | Gong Lijiao     | 19,84 m     | Danniel Thomas-Dodd | 19,21 m     | Chase Ealey       | 19,21 m     |
| Lancio del martello | Zheng Wang      | 75,27 m     | DeAnna Price        | 74,21 m     | Anita Włodarczyk  | 73,64 m     |